# 라이브 (드라마)
《라이브》는 tvN에서 2018년 3월 10일부터 2018년 5월 6일까지 방영된 토일 드라마이다.

## 줄거리
경찰 지구대에서 일어나는 사건 사고들을 중심으로, 일상의 소중한 가치와 소소한 정의를 지켜가기 위해 노력하는 경찰의 애환과 상처를 다루는 드라마다.

## 등장 인물

### 주요 인물
- 정유미 : 한정오(29세) 역 (아역 문지원, 박한솔) - 홍일지구대 3조 부사수, 시보순경
- 이광수 : 염상수(29세) 역 (아역 오한결) - 홍일지구대 1조 부사수, 시보순경
- 배성우 : 오양촌(48세) 역 - 홍일지구대 1조 사수, 경위(경감에서 강등)
- 배종옥 : 안장미(50세) 역 - 경찰서 여성청소년과 수사팀장, 경감

### 홍일지구대
- 성동일 : 기한솔(54세) 역 - 지구대장, 경정
- 장현성 : 은경모(48세) 역 - 1팀장, 경감
- 이얼 : 이삼보(60세) 역 - 2조 사수, 경위
- 이주영 : 송혜리(29세) 역 (아역 윤해빈) - 2조 부사수, 시보순경
- 이시언 : 강남일(35세) 역 - 3조 사수, 경사
- 신동욱 : 최명호(34세) 역 - 4조 사수, 경장
- 김건우 : 김한표(29세) 역 - 4조 부사수, 순경
- 조완기 : 김민석(35세) 역 - 5조 사수, 경사
- 백승도 : 고승재(28세) 역 - 5조 부사수, 순경
- 이순원 : 반종민(34세) 역 - 6조 사수, 경사
- 김종훈 : 민원우(31세) 역 - 6조 부사수, 순경

### 그 외 인물
- 이순재 : 오양촌의 아버지 역
- 우현주 : 정오의 어머니 역
- 염혜란 : 상수의 어머니 역
- 고민시 : 오송이 역 - 오양촌과 안장미의 딸
- 장호준 : 오대관 역 - 오양촌과 안장미의 아들
- 장혁진 : 이주영 역 - 양촌의 과거 부사수
- 나도율
- 이세욱
- 윤현
- 장태민 : 사제 총기 범인 장산하 역
- 홍예지
- 하민
- 정세현
- 송경의 : 면접관 역
- 김병철
- 신희국
- 강찬양
- 이초비
- 장하얀
- 김수인
- 이서율
- 명석근
- 정여진
- 이창섭
- 황지훈 : 취준생 역
- 옥주리 : 상수 어머니의 직장 동료 역
- 이준성
- 성현미 : 사기당한 여자 역
- 김재철 : 사기당한 남자 역
- 구본영
- 이호균
- 김혜란
- 권진우
- 박경훈
- 김유진
- 김선혜
- 유수빈 : 경찰대생 역
- 이윤신
- 송승용
- 이은채
- 김현진
- 손우현
- 이종신
- 장원진
- 신재원
- 한정현
- 박건락
- 정두겸 : 국회의원 역
- 정병호
- 성민수
- 손영순 : 한순의 어머니 역
- 여운복 : 송혜리의 아버지 역
- 신현종
- 조아라
- 윤종구
- 최고 : PC방에 방치된 아이 주연 역
- 이영주
- 이채민
- 윤종구
- 최재이
- 김보미
- 진현광
- 전은미 : 법원 상담원 역
- 전현숙
- 신미영
- 양희우
- 곽민호 : 중간보스 역 - 불법성매매사건 용의자
- 이성빈 : 철민 역
- 김범석
- 고진호
- 안도규 : 서형 역
- 양희우
- 김정환 : 조형사 역
- 남승우
- 차종호 : 장형사 역
- 정종우
- 민상우
- 함진성 : 취객남 역
- 한상민
- 이진권
- 멜라니
- 에이프릴
- 벤지
- 홍경 : 만용 역
- 황채은 : 김경진 역
- 방준서 :김경미 역 - 경진의 동생
- 이동용 : 김경진, 경미의 술주정뱅이 아버지 역
- 전헌태 : 만용의 아버지 역
- 김문호
- 민경옥
- 권반석
- 오지연
- 전수지
- 안영채
- 박계윤
- 박시진 : 최진 역 - 촉법소년 일당
- 김정수
- 장해송
- 최정은
- 이상은
- 김민중
- 김일현
- 송경화
- 이민령
- 이원진
- 서세명
- 이호균
- 김일현
- 장현록
- 홍성호
- 유필란
- 성찬호
- 정예빈
- 고진명
- 송경화
- 박신운
- 최병준
- 문용일
- 금준현
- 정호영
- 이수민
- 육소영
- 김서연 : 피해자약혼녀 역
- 이유선 : 남자2 역
- 김진서 : 2팀장 역
- 최희도 : 모방범 역 - 의대생 강모군
- 최정은
- 유형관 : 징계위원장 역
- 최광일
- 박찬우 : 범인 역
- 김은우 : 감찰 역
- 안명주

### 특별출연
- 고인범 : 전 국회의원 역
- 박지일 : 한정오의 생부 역
- 김태훈 : 염상수의 형 염상준 역 (아역 김건)
- 이재우 : 홍일지구대 경사 동규 역
- 전여빈 : 한정오의 친구 영재 역
- 전석호 : 한정오의 선배 역
- 김창환 : 염상수의 친구 역
- 강신일 : 오양촌의 선배 형사 호철 역
- 최홍일 : 민수만 역 - 아파트 경비원
- 조달환

## 시청률
최저 시청률과 최고 시청률은 시청률 조사회사와 지역별로 시청률에 차이가 있을 수 있습니다.
| 2018년      | 2018년      | 2018년                                                                      | 2018년     | 2018년      |
| 회차        | 방송일      | 부제                                                                        | AGB 시청률 | TNmS 시청률 |
| ----------- | ----------- | --------------------------------------------------------------------------- | ---------- | ----------- |
| 제1회       | 3월 10일    | 포기한 적 없어 응원은 바라지도 않아 비웃지만 마 - 노래 취업학개론 가사 일부 | 4.337%     | 4.2%        |
| 제2회       | 3월 11일    | 아무짓도 하지 마라                                                          | 3.293%     | 3.3%        |
| 제3회       | 3월 17일    | 도대체 내가 뭘 그렇게 잘못했는데?                                           | 4.087%     | 3.7%        |
| 제4회       | 3월 18일    | 반드시 물어야 할 것 반드시 따져야 할 것                                     | 5.832%     | 5.1%        |
| 제5회       | 3월 24일    | 그대 어깨 위에 내리는 눈                                                    | 4.865%     | 5.0%        |
| 제6회       | 3월 25일    | 지금 우리에게 필요한 것                                                     | 5.067%     | 5.1%        |
| 제7회       | 3월 31일    | 파트너 혼자서는 절대 갈 수 없는 길을 함께 가주는 사람                       | 4.940%     | 5.4%        |
| 제8회       | 4월 1일     | 막상막하(莫上莫下)                                                          | 5.457%     | 4.6%        |
| 제9회       | 4월 7일     | 우리를 슬프게 하는 것들 1, 2 - 안톤 수낙                                    | 5.521%     | 5.3%        |
| 제10회      | 4월 8일     | 우리를 슬프게 하는 것들 1, 2 - 안톤 수낙                                    | 6.083%     | 6.2%        |
| 제11회      | 4월 14일    | 그 날 그 사건 PM 10:48:00                                                   | 6.238%     | 5.9%        |
| 제12회      | 4월 15일    | 우리는 무엇에 분노하는가                                                    | 6.653%     | 6.9%        |
| 제13회      | 4월 21일    | 바람이 지나가는 길목                                                        | 7.058%     | 5.5%        |
| 제14회      | 4월 22일    | 늙은 경찰 vs 젊은 경찰                                                      | 6.802%     | 6.5%        |
| 제15회      | 4월 28일    | 사선에서 1, 2                                                               | 6.711%     | 6.4%        |
| 제16회      | 4월 29일    | 사선에서 1, 2                                                               | 7.047%     | 6.9%        |
| 제17회      | 5월 5일     | 예측불허 라이브 1                                                           | 6.638%     | 5.6%        |
| 제18회      | 5월 6일     | 아직 끝나지 않은 그래서 끝까지 가볼 수밖에 없는 라이브 2                    | 7.730%     | 7.4%        |
| 평균 시청률 | 평균 시청률 | 평균 시청률                                                                 | 5.798%     | 5.5%        |

## OST

### Part. 1
| #  | 제목                         | 작사 | 작곡   | 가수             | 재생 시간 |
| -- | ---------------------------- | ---- | ------ | ---------------- | --------- |
| 1. | 〈Someone Like You〉         | 지훈 | 이용민 | EXO-CBX (첸백시) |           |
| 2. | 〈Someone like you (Inst.)〉 |      | 이용민 |                  |           |

### Part. 2
| #  | 제목                               | 작사 | 작곡     | 가수   | 재생 시간 |
| -- | ---------------------------------- | ---- | -------- | ------ | --------- |
| 1. | 〈하루끝엔 그대가 있어요〉         | 지훈 | 로코베리 | 한동근 |           |
| 2. | 〈하루끝엔 그대가 있어요 (Inst.)〉 |      | 로코베리 |        |           |

### Part. 3
| #  | 제목                   | 작사 | 작곡     | 가수   | 재생 시간 |
| -- | ---------------------- | ---- | -------- | ------ | --------- |
| 1. | 〈그대니까요〉         | 지훈 | 로코베리 | 다비치 |           |
| 2. | 〈그대니까요 (Inst.)〉 |      | 로코베리 |        |           |

### Part. 4
| #  | 제목                    | 작사 | 작곡     | 가수        | 재생 시간 |
| -- | ----------------------- | ---- | -------- | ----------- | --------- |
| 1. | 〈Why Why Why〉         | 지훈 | 로코베리 | 펀치(Punch) |           |
| 2. | 〈Why Why Why (Inst.)〉 |      | 로코베리 |             |           |

## 같이 보기
- 경찰 드라마
- 대한민국의 텔레비전 드라마 목록 (ㄹ)
- 2018년 대한민국의 텔레비전 드라마 목록